# Patrícia Mamona
Patrícia Mamona (née le 21 novembre 1988 à São Jorge de Arroios, Lisbonne) est une athlète portugaise, spécialiste du triple saut. Elle détient le record du Portugal de la discipline avec 15,01 m réalisé le 1er août 2021 à Tokyo. Elle est sous contrat avec le club du Sporting Clube de Portugal.
Elle est vice-championne olympique du triple saut aux Jeux de 2020.

## Biographie
Elle bat le record national en 14,01 m, réalisé à Eugene le 10 juin 2010 ; elle améliore cette marque le 30 juillet 2010 à Barcelone en 14,12 m, lors des qualifications des Championnats d'Europe. Deux ans plus tard, le 29 juin 2012, à Helsinki et toujours lors des championnats d'Europe, elle saute à 14,52 m et prend ainsi la médaille d'argent derrière Olha Saladukha.
Le 10 juillet 2016, alors qu'elle n'était pas parmi les favorites, Mamona remporte le titre continental à l'occasion des Championnats d'Europe d'Amsterdam avec un saut à 14,58 m, nouveau record du Portugal,. Elle devance à cette occasion l'Israélienne Hanna Knyazyeva-Minenko (14,51 m) et la Grecque Paraskeví Papahrístou (14,47 m).
Début 2017, Mamona remporte le World Indoor Tour au triple saut, grâce à ses victoires au New Balance Indoor Grand Prix de Boston et au PSD Bank Meeting de Düsseldorf.
Le 4 mars 2017, la Portugaise devient-vice championne d'Europe en salle à Belgrade avec 14,32 m, battue par l'Allemande Kristin Gierisch (14,37 m, EL).
Le 3 mars 2019, elle échoue au pied du podium des championnats d'Europe en salle de Glasgow avec 14,43 m, à seulement 4 centimètres de la médaille de bronze remportée par Olha Saladukha.
Le 9 mars 2021 elle devient championne d'Europe en salle à Torun grâce à un saut de 14,53m qui par la même occasion est un record du Portugal.
Le 1er août 2021, aux Jeux Olympiques de Tokyo 2020, l'athlète lusitanienne bat deux fois son record national, atteignant les 15,01 m et remporte ainsi la médaille d'argent derrière la Vénézuélienne Yulimar Rojas, battant, quant à elle, le record mondial de l'épreuve (15,67 m).

## Palmarès

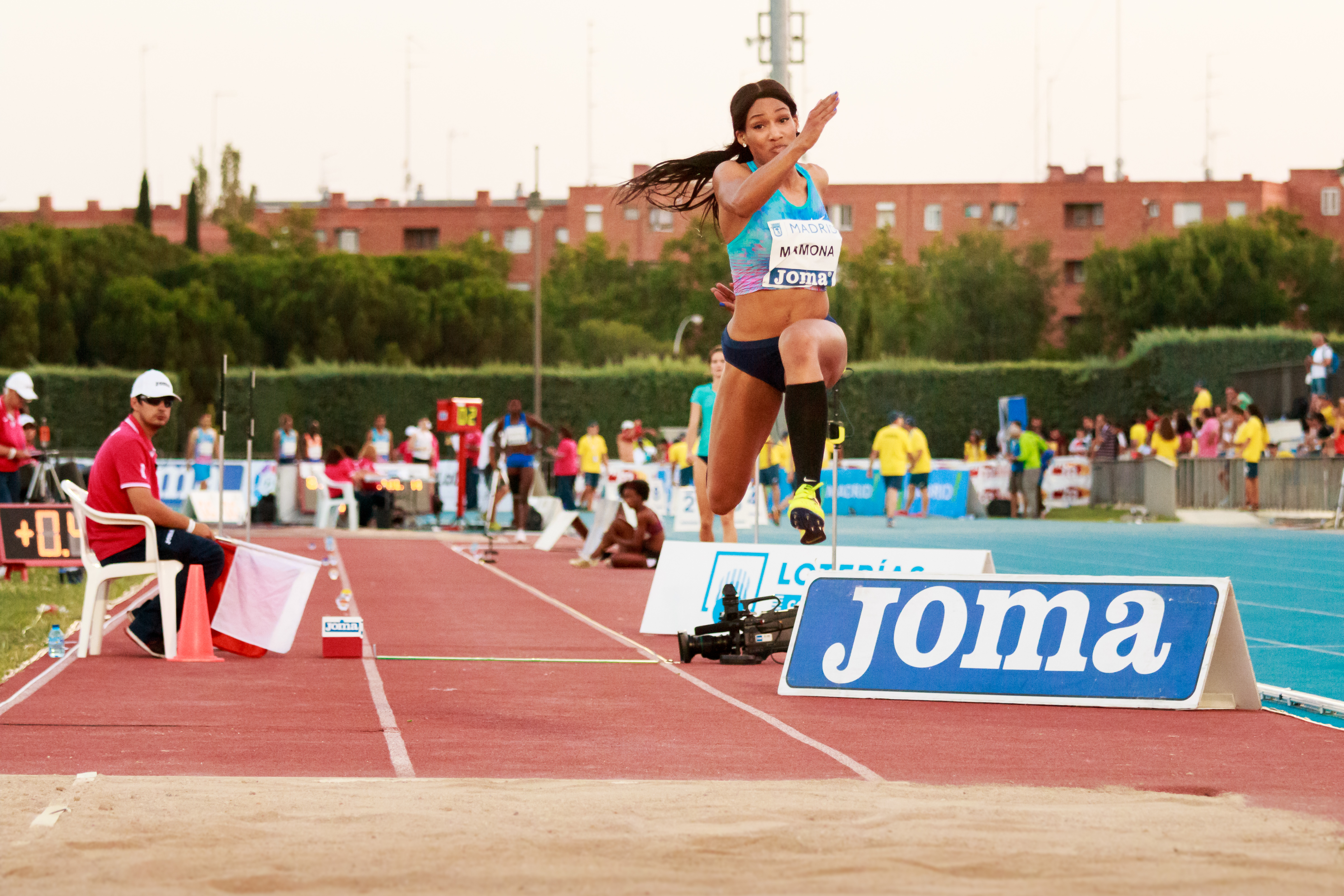
Patrícia Mamona (Meeting d'athlétisme de Madrid 2017)

| Date | Compétition                        | Lieu                               | Résultat | Marque  |
| ---- | ---------------------------------- | ---------------------------------- | -------- | ------- |
| 2006 | Championnats du monde juniors      | Pékin                              | 4e       | 13,37 m |
| 2010 | Championnats d'Europe              | Barcelone                          | 8e       | 14,07 m |
| 2011 | Championnats d'Europe par équipes  | Stockholm                          | 12e      | 14 s 30 |
| 2011 | Championnats d'Europe par équipes  | Stockholm                          | 8e       | 13,55 m |
| 2011 | Universiade                        | Shenzhen                           | 2e       | 14,23 m |
| 2012 | Championnats d'Europe              | Helsinki                           | 2e       | 14,52 m |
| 2013 | Championnats d'Europe en salle     | Göteborg                           | 8e       | 13,72 m |
| 2014 | Championnats du monde en salle     | Sopot                              | 4e       | 14,26 m |
| 2014 | Championnats d'Europe par équipes  | Tallinn                            | 1re      | 14,26 m |
| 2015 | Championnats d'Europe en salle     | Prague                             | 5e       | 14,32 m |
| 2016 | Championnats d'Europe              | Amsterdam                          | 1re      | 14,58 m |
| 2016 | Jeux olympiques                    | Rio de Janeiro                     | 6e       | 14,65 m |
| 2017 | Circuit mondial en salle de l'IAAF | Circuit mondial en salle de l'IAAF | 1re      | détails |
| 2017 | Championnats d'Europe en salle     | Belgrade                           | 2e       | 14,32 m |
| 2017 | Championnats d'Europe par équipes  | Vaasa                              | 1re      | 14,02 m |
| 2017 | Championnats du monde              | Londres                            | 9e       | 14,12 m |
| 2018 | Jeux méditerranéens                | Tarragone                          | 6e       | 13,79 m |
| 2019 | Circuit mondial en salle de l'IAAF | Circuit mondial en salle de l'IAAF | 2e       | détails |
| 2019 | Championnats d'Europe en salle     | Glasgow                            | 4e       | 14,43 m |
| 2019 | Ligue de diamant                   | Ligue de diamant                   | 6e       | 14,24 m |
| 2019 | Championnats du monde              | Doha                               | 8e       | 14,40 m |
| 2021 | Championnats d'Europe en salle     | Toruń                              | 1re      | 14,53 m |
| 2021 | Jeux olympiques                    | Tokyo                              | 2e       | 15,01 m |
| 2022 | Championnats du monde en salle     | Belgrade                           | 6e       | 14,42 m |
| 2022 | Championnats du monde              | Eugene                             | 8e       | 14,29 m |
| 2022 | Championnats d'Europe              | Munich                             | 5e       | 14,41 m |
| 2023 | Championnats d'Europe en salle     | Istanbul                           | 3e       | 14,16 m |

## Records
| Épreuve     | Épreuve   | Marque       | Lieu  | Date          |
| ----------- | --------- | ------------ | ----- | ------------- |
| Triple saut | Plein air | 15,01 m (NR) | Tokyo | 1er août 2021 |
| Triple saut | Salle     | 14,53 m (NR) | Toruń | 7 mars 2021   |